# Марокко, Филипп
Филипп Марокко (фр. Philippe Marocco, родился 14 июня 1960 в Сентгабеле) — французский регбист, игравший на позиции нападающего (проп, хукер), спортивный директор клуба «Сен-Жуньен».

## Биография
Всю свою карьеру провёл в составе клуба «Монферран» с 1979 по 1996 годы, выиграв Челлендж Ив дю Мануара в сезоне 1985/1986 и чемпионат Франции в сезоне 1993/1994. Со сборной Франции сыграл 21 матч, набрав занеся одну попытку (4 очка). Дебютировал на Кубке пяти наций 1986 года 18 января матчем против Шотландии; чемпион Кубка пяти наций 1989 и 1990 годов. Участник чемпионата мира 1991 года, 19 октября сыграл последнюю в сборной игру против Англии (матч прошёл на Парк де Пренс в Париже).
7 октября 1987 года отметился участием в матче клуба «Барбарианс Франсез» против валлийского «Пенарта» (победа 48:13).
По окончании игровой карьеры Марокко стал техническим директором клубов «Монлусон» (2005—2011, лига Федераль 1) и «Сен-Жюльен» (с 2011). Занимает пост регионального представителя академии Французской федерации регби, отвечающий за отбор и подготовку молодых игроков.